# تپه زاویه جوق
تپه زاویه جوق مربوط به دوره پارت - دوره ساسانیان است و در شهرستان میانه، بخش کندوان، دهستان کندوان، ۲ کیلومتری شمال شرقی روستای زاویه واقع شده و این اثر در تاریخ ۲۳ بهمن ۱۳۸۵ با شمارهٔ ثبت ۱۷۳۳۸ به‌عنوان یکی از آثار ملی ایران به ثبت رسیده است.